# Bitwa pod Solferino

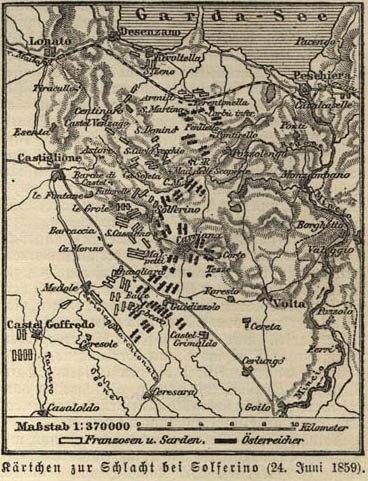
Mapa przedstawiająca przebieg bitwy.

Bitwa pod Solferino – starcie zbrojne, które miało miejsce 24 czerwca 1859. Była to największa bitwa wojny francusko-austriackiej. Przyczyniła się do powstania organizacji pomocy humanitarnej.

## Geneza wojny
Wojna była rezultatem posunięć premiera piemonckiego, hrabiego Camillo Benso di Cavoura, który traktował ją jako wstęp do zrealizowania planów utworzenia zjednoczonych Włoch. Po nieudanym zrywie roku 1848 Cavour zawarł przymierze z Francją, gdzie znalazł oddanego sprzymierzeńca w osobie Napoleona III. Napoleon w tajnym układzie zobowiązał się do udzielenia wsparcia Piemontowi w zamian za księstwo Sabaudii i hrabstwo Nicei. Gdy ten ogłosi mobilizację, co nastąpiło w 1859 roku. W odpowiedzi Austriacy zażądali rozbrojenia armii piemonckiej, a po odrzuceniu ich ultimatum przez Cavoura wkroczyli do Piemontu.

## Pierwsze starcia
W bitwie pod Montebello dnia 17 maja 100 tys. Francuzów i 50 tys. Piemontczyków wspartych 400 działami powstrzymało pochód 120 tys. Austriaków z 480 działami, których stopniowo zmusili do odwrotu.
Po porażce pod Magentą armia austriacka wycofała się do swoich twierdz, gdzie osobiste dowództwo objął cesarz Franciszek Józef.

## Bitwa pod Solferino
24 czerwca 1859 roku Austriacy rozpoczęli działania zaczepne i stoczyli z Francuzami walkę na linii San Martino-Solferino-Guidizzolo. Około godziny 6.00 dnia 24 czerwca Francuzi rozpoczęli atak na lewe skrzydło Austriaków. Po obu stronach walczyło około 150 tys. żołnierzy. O godzinie 10.30 Medole znajdujące się na lewej flance Austriaków padło, jednak pozostałe ataki Piemontczyków zostały odparte przez korpus generała Ludwiga Augusta von Benedeka. Obawiając się nadejścia z południa austriackich posiłków Napoleon postanowił uderzyć na linie nieprzyjaciela pod Solferino. Wioska została zasypana ogniem artylerii francuskiej, a w chwilę później do ataku ruszyła piechota. Po zaciętych bojach Solferino zdobyte zostało o godzinie 14.00, a Francuzi rozpoczęli wbijanie klina pomiędzy linie austriackie. Późnym popołudniem na prawym skrzydle bronił się jeszcze Benedek, jednak na pozostałych odcinkach trwała już tylko masakra spychanych Austriaków. Bitwa była wygrana przez Francuzów, jednak gwałtowna burza uniemożliwiła wykorzystanie zwycięstwa.

## Skutki bitwy
Dziewięciogodzinna bitwa spowodowała ogromne straty po obu stronach: armia austriacka miała 2352 zabitych, 10 645 rannych i 6944 zaginionych, połączone siły francusko-sardyńskie miały 2313 zabitych, 12 102 rannych i 2786 zaginionych. Tragiczny bilans tej bitwy skłonił Henryka Dunanta do podjęcia starań, które doprowadziły do założenia Czerwonego Krzyża.